# Andreas Buder
Andreas Buder (* 22. Mai 1979 in Scheibbs) ist ein ehemaliger österreichischer Skirennläufer. Der Abfahrts- und Super-G-Spezialist ist Mitglied des Skiclubs Göstling und gehörte seit 2008 der Nationalmannschaft des Österreichischen Skiverbandes an. Er wurde 1998 Juniorenweltmeister in der Abfahrt und erreichte im Weltcup drei Podestplätze. Aus gesundheitlichen Gründen beendete er im Jänner 2011 seine Karriere.

## Karriere
Buder wuchs in Göstling an der Ybbs auf kam schon früh zum dortigen Skiclub. Er besuchte die Skihauptschule in Lilienfeld und anschließend die Skihandelsschule in Waidhofen an der Ybbs. Nach einigen guten Platzierungen bei den österreichischen Jugendmeisterschaften wurde er 1996 in den Nachwuchskader des Österreichischen Skiverbandes (ÖSV) aufgenommen. Schon von Beginn an konzentrierte er sich weitgehend auf die schnellen Disziplinen Abfahrt und Super-G. Im Dezember desselben Jahres nahm er an seinen ersten drei Europacuprennen teil, kam dabei aber noch nicht in die Punkteränge. Im Februar 1997 machte er erstmals international auf sich aufmerksam, als er den vierten Platz in der Abfahrt bei den Juniorenweltmeisterschaften in Schladming erreichte. In der Saison 1997/98 war Buder öfters im Europacupeinsatz. Bereits in der ersten Saisonabfahrt in Piancavallo erreichte er den fünften Platz und in Zauchensee gelang ihm ebenfalls ein Top-10-Ergebnis. Der erste große Erfolg gelang ihm bei den Juniorenweltmeisterschaften 1998 in Megève, als er sich vor dem Italiener Matteo Berbenni und dem US-Amerikaner Scott Macartney den Titel in der Abfahrt sicherte. Dadurch kam er beim Saisonfinale in Crans-Montana zu seinem ersten Weltcupeinsatz, wo er 19. in der Abfahrt wurde.
Nach seiner ersten schweren Verletzung konnte Buder im gesamten Winter 1998/99 keine Rennen bestreiten. Am 14. Dezember 1999 kam er im ersten Europacuprennen nach seiner Zwangspause, dem Super-G in Obereggen, bereits wieder auf den siebenten Platz und im Laufe des Winters folgten weitere fünf Top-10-Ergebnisse, wobei er zweimal als Vierter nur knapp das Podest verfehlte. Am 8. Jänner 2000 kam er auch in der Weltcupabfahrt in Chamonix zum Einsatz, die er an 28. Position beendete und damit seine ersten Weltcuppunkte gewann. In der Europacupsaison 2000/01 gelangen dem Niederösterreich mit dem zweiten Platz in der zweiten Abfahrt von Zauchensee und dem dritten Rang in der Abfahrt von Sestriere die ersten Podestplätze. Zu weiteren Weltcupeinsätzen kam es aber vorerst nicht. Der endgültige Durchbruch im Europacup gelang ihm dann im Winter 2001/02. Am 20. Dezember 2001 feierte er seinen ersten Sieg in der zweiten Abfahrt von Saalbach-Hinterglemm, nachdem er tags zuvor bereits auf Platz zwei gefahren war. Mit einem weiteren Sieg in der ersten Abfahrt von Tarvisio und zahlreichen Top-10-Plätzen sicherte er sich zum ersten Mal den Gewinn des Abfahrts-Europacups und Platz fünf in der Gesamtwertung. Somit hatte er für die nächste Saison einen Fixstartplatz im Weltcup und er stieg nach vier Jahren im Europacup-Kader in den A-Kader des ÖSV auf. In den ersten sechs Weltcupabfahrten der Saison 2002/03 fuhr er dreimal unter die schnellsten 15 und erreichte als bestes Resultat den neunten Platz auf der Saslong in Gröden. Am 17. Jänner kam er jedoch in der ersten von zwei Abfahrten am Lauberhorn in Wengen zu Sturz und musste die Saison vorzeitig beenden.
In der Saison 2003/04 musste Buder wieder im Europacup starten. Ihm gelangen zwar drei zweite Plätze (2× Abfahrt und 1× Super-G), aber als Vierter bzw. Sechster in den Disziplinenwertungen verpasste er einen neuerlichen Fixstartplatz für den Weltcup. Also kam er im nächsten Winter nur zu einem Weltcupeinsatz in der Abfahrt von Bormio, in der er den 16. Platz belegte. Im Europacup erreichte er in der Saison 2004/05 mit vier Podestplätzen den zweiten Platz im Abfahrtsklassement, womit er sich die Rückkehr in den Weltcup sicherte. Am Ende des Winters wurde er noch Österreichischer Meister im Super-G. Zu Beginn der Weltcupsaison 2005/06 konnte sich Buder zwar meist in den Punkterängen klassieren, Spitzenplätze blieben aber zunächst aus. Dies änderte sich nach dem Jahreswechsel. Am 21. Jänner erreichte er den achten Platz auf der Streif in Kitzbühel und eine Woche später fuhr er mit Rang drei in der Abfahrt von Garmisch-Partenkirchen erstmals im Weltcup auf das Siegerpodest. Damit kam er auch noch in die Auswahl für die Olympischen Winterspiele in Turin, scheiterte aber in der mannschaftsinternen Qualifikation. Ende März holte er seinen zweiten österreichischen Meistertitel, diesmal in der Abfahrt.
In der Weltcupsaison 2006/07 fuhr Buder in fünf Abfahrten unter die schnellsten zehn. Sein bestes Resultat war der sechste Rang in Val-d’Isère. Er nahm auch an der teaminternen Qualifikation für die Weltmeisterschaften in Åre teil, konnte sich aber gegen seine Gegner nicht durchsetzen. Im ersten Abfahrtslauf der Saison 2007/08 erreichte Buder als Dritter in Lake Louise seinen zweiten Podestplatz und Ende Dezember erzielte er mit Platz zwei in Bormio sein bestes Weltcupergebnis. Drei Wochen später wurde seine Karriere jedoch für längere Zeit unterbrochen. Am 16. Jänner 2008 stürzte Buder im zweiten Training zur Abfahrt in Kitzbühel so schwer, dass er mit dem Helikopter abtransportiert werden musste. Er zog sich beim Sturz einen Bruch des Schienbeinkopfs zu. Im Dezember 2008 gab er bekannt, dass aufgrund anhaltender Schmerzen in der Saison 2008/09 noch kein Comeback möglich ist. Erst zu Beginn der Saison 2009/10 war Buder wieder in zwei Europacuprennen am Start. Am 28. November 2009 bestritt er sein erstes Weltcuprennen seit über 22 Monaten. Nachdem die ersten drei Weltcupabfahrten für Buder enttäuschend verliefen, da er sich nicht unter den besten 30 klassieren konnte und er weiterhin Probleme mit dem verletzten Knie hatte, entschloss er sich dazu die Saison vorzeitig zu beenden. Im nächsten Winter versuchte er nochmals ein Comeback und startete am 18. Dezember 2010 in der Weltcupabfahrt von Gröden, die er an 47. Stelle beendete. Wegen anhaltender Schmerzen in seinem rechten Knie, das er sich drei Jahre zuvor beim Sturz in Kitzbühel schwer verletzt hatte, gab Buder am 18. Jänner 2011 seinen Rücktritt vom Skirennsport bekannt.

## Erfolge

### Weltcup
- 12 Platzierungen unter den besten zehn, davon 3 Podestplätze

### Europacup
- Saison 2001/02: 1. Abfahrtswertung
- Saison 2004/05: 2. Abfahrtswertung
- 14 Podestplätze, davon 2 Siege:

| Datum             | Ort                  | Land       | Disziplin |
| ----------------- | -------------------- | ---------- | --------- |
| 20. Dezember 2001 | Saalbach-Hinterglemm | Österreich | Abfahrt   |
| 6. Februar 2002   | Tarvisio             | Italien    | Abfahrt   |

### Juniorenweltmeisterschaften
- Schladming 1997: 4. Abfahrt
- Megève 1998: 1. Abfahrt, 7. Super-G

### Weitere Erfolge
- Zweifacher österreichischer Staatsmeister (Super-G 2005, Abfahrt 2006)
- 3 Siege in FIS-Rennen (alle im Super-G)